# 北海道道75号帯広新得線
北海道道75号帯広新得線（ほっかいどうどう75ごう おびひろしんとくせん）は、北海道帯広市と上川郡新得町を結ぶ道道（主要地方道）である。

## 概要

### 路線データ
- 起点：北海道帯広市西12条北1丁目（国道38号交点）
- 終点：北海道上川郡新得町栄町（国道38号交点）
- 総延長：46.017 km[1]
- 実延長：45.863 km[1]
- 重用延長：0.154 km[1]

## 歴史
- 1965年（昭和40年）4月1日 - 522号として路線認定[要出典]。
- 1993年（平成5年）5月11日 - 建設省から、道道帯広新得線が帯広新得線として主要地方道に指定される[2]。
- 1994年（平成6年）10月1日 - 路線番号を75号に変更[3]。
- 2000年（平成12年）9月16日 - すずらん大橋開通に伴い、新道認定[要出典]。

## 路線状況

### 重複区間
- 北海道道337号上士幌士幌音更線：音更町すずらん台南町1丁目 - 音更町北鈴蘭南5丁目
- 北海道道214号川西芽室音更線：音更町字然別北5線 - 帯広市西22条北5丁目
- 北海道道133号音更新得線：清水町字熊牛 - 新得町栄町

### 道路施設
- すずらん大橋（十勝川・下音更川）= 帯広市西12条北8丁目 - 音更町字下音更北
- 住吉橋（下音更川 = 十勝川支流）= 音更町字下音更北
- 国見橋（然別川 = 十勝川支流）= 音更町字然別北
- 新清橋（十勝川）= 清水町字熊牛 - 新得町字屈足

## 地理

### 通過する自治体
- 十勝総合振興局
  - 帯広市
  - 河東郡音更町
  - 河西郡芽室町
  - 上川郡清水町
  - 上川郡新得町

### 交差する道路
帯広市
- 国道38号 - 西12条北1丁目（起点）
- 北海道道216号八千代帯広線 - 西12条北1丁目（起点）

音更町
- 北海道道337号上士幌士幌音更線 - すずらん台南町1丁目
- 北海道道337号上士幌士幌音更線 - 北鈴蘭南5丁目
- 国道241号（帯広北バイパス） - 然別北5線
- 北海道道214号川西芽室音更線 - 然別北5線

帯広市
- 北海道道214号川西芽室音更線 - 西22条北5丁目

芽室町
- 北海道道54号東瓜幕芽室線 - 北芽室北3線
- 北海道道734号熊牛御影線 - 毛根北9線

清水町
- 北海道道239号熊牛音更線 - 熊牛
- 国道274号 - 熊牛
- 北海道道133号音更新得線 - 熊牛

新得町
- 北海道道718号忠別清水線 -屈足
- 国道38号 - 栄町（終点）